# چاموها
چاموها(نام علمی: Mystus) نام یک سرده از تیره کیسه‌ماهیان است.